# Doktorzy honoris causa Uniwersytetu Medycznego w Lublinie
Doktorzy honoris causa Uniwersytetu Medycznego w Lublinie – chronologiczna lista doktorów honoris causa Akademii Medycznej w Lublinie oraz Uniwersytetu Medycznego w Lublinie .

## Doktorzy
- 1975 
  - Prof. zwycz. dr hab. n. med. Tadeusz Kielanowski
  - Prof. zwycz. dr hab. n. med. Tadeusz Krwawicz
  - Prof. zwycz. dr hab. n. med. Feliks Skubiszewski
- 1977 
  - Prof. dr med. Walter Messerklinger (Austria)
  - Prof. zwycz. dr hab. n. med. Mieczysław Stelmasiak
  - Prof. dr med. Lajos Vaczi (Węgry)
- 1984 
  - Prof. zwycz. dr hab. n. med. Janina Opieńska-Blauth
- 1985
  - Prof. zwycz. dr hab. n. med. Wiesław Hołobut
  - Prof. zwycz. dr hab. n. med. Jan Karol Kostrzewski
- 1986 
  - Prof. zwycz. dr hab. n. med. Jarosław Billewicz-Stankiewicz
- 1987 
  - Prof. zwycz. dr hab. n. med. Mirosław Mossakowski
  - Prof. zwycz. dr hab. n. med. Jan Nielubowicz
  - Prof. zwycz. dr hab. n. chem. Andrzej Waksmundzki
- 1988 
  - Prof. dr med. Jacques Arlet (Francja)
  - Prof. zwycz. dr hab. n. med. Piotr Boroń
  - Prof. zwycz. dr hab. n. med. Jerzy Maj
  - Prof. dr med. Wolfgang T. Ulmer (RFN)
- 1989 
  - Prof. dr med. Hilary Koprowski (USA)
  - Prof. dr med. George Stalpaert (Belgia)
  - Prof. dr med. Karol Steinbereithner (Austria)
  - Prof. dr med. Ulrich G. Trendelenburg (RFN)
- 1990 
  - Prof. dr med. Artur Waldman (ZSRR)
- 1993 
  - Prof. zwycz. dr hab. n. med. Witold Rudowski
  - Prof. zwycz. dr hab. n. med. Zbigniew Papliński
- 1994 
  - Prof. dr med. Shaul Massry (USA)
  - Prof. dr med. Lembit Allikmets (Estonia)
  - Prof. dr med. Bent Nielsen (Dania)
  - Prof. dr med. Charles Probst (Szwajcaria)
- 1995
  - Prof. zwycz. dr hab. n. zool. Gabriel Brzęk
  - Prof. zwycz. dr hab. n. farm. Zofia Kalinowska
  - Prof. zwycz. dr hab. n. farm. Leszek Krówczyński
  - Rachela Hutner
  - Prof. zwycz. dr hab. n. med. Stanisław Kohlmunzer
  - Prof. zwycz. dr hab. n. med. Andrzej Jakliński
- 1997 
  - Jim Edgar (USA)
- 1998
  - Prof. zwycz. dr hab. n. med. dr h. c. mult. Franciszek Kokot
  - Prof. zwycz. dr hab. n. med. Tomasz Borkowski
  - Prof. zwycz. dr hab. n. przyr. Edward Soczewiński
  - Prof. zwycz. dr hab. n. med. Bolesław Semczuk
- 1999 
  - Prof. zwycz. dr hab. n. med. Zbigniew Herman
- 2002 
  - Prof. dr hab. Stefan Malawski
  - Prof. dr hab. Gottfrid Nauman
- 2003 
  - Prof. dr hab. Natan Woolf Levin
  - Prof. dr hab. Roman Smolik
- 2004 
  - Prof. dr hab. Mirosława Furmanowa
- 2005 
  - Prof. dr hab. Janusz Piekarczyk
- 2007
  - Prof. Louis Gerald Keith
  - Prof. dr hab. Józef Życiński
- 2012 
  - Prof. dr Yoshinori Asakawa (Japonia)
  - Prof. dr Eberhart Zrenner (RFN)
- 2014
  - Prof. dr  Gűnther K. Bonn (Austria)
  - Mahendra Patel (USA)
- 2016
  - Prof. G. Johan A. Offerhaus